# Joseph Pellé
Joseph Pellé (* 20. Januar 1720 in Laval; † 21. Januar 1794 ebenda) war ein französischer Priester, der während der Französischen Revolution zum Tode verurteilt und mit der Guillotine enthauptet wurde. Er wird in der römisch-katholischen Kirche als Seliger verehrt.

## Leben
Seine Eltern waren Joseph Pellé und Barbe Meslé. Joseph Pellé war Kaplan der Klarissen, es ist nicht bekannt, ob er jemals andere Funktionen innehatte.
Seit 1792 wurde er mit dreizehn anderen Priestern und einigen Ordensfrauen im Kloster Patience in Laval festgehalten. Nachdem ab dem 9. Januar 1794 jegliche Religionsausübung in Frankreich verboten wurde, wurden Joseph Pellé und seine Mitbrüder am Morgen des 21. Januar 1794 von dem ehemaligen Priester Jean-Baptiste Volcler angeklagt und verurteilt. Noch am selben Tag wurden die vierzehn Priester durch die Guillotine hingerichtet. Laut Isidore Bouillet ging er zum Schafott und sagte zu der versammelten Menge:

„Wir haben euch gelehrt zu leben, wir werden euch lehren zu sterben.“

Die Wahl des Datums 21. Januar war kein Zufall, vielmehr stand dahinter die Absicht, den Jahrestag des Todes von Ludwig XVI. zu „feiern“. Ihre Körper wurden auf einer Wiese am Croix Bataille außerhalb der Stadt verscharrt.

## Nachwirkung
Am 9. August 1816 wurden die sterblichen Überreste der vierzehn Märtyrer exhumiert und in die Basilika Notre-Dame im Stadtteil Avesnières von Laval überführt. Am 19. Juni 1955 sprach Papst Pius XII. die vierzehn Märtyrer von Laval selig.